# 奧蘭查 (加利福尼亞州)
奧蘭查（英語：Olancha）是位於美國加利福尼亞州因約縣的一個人口普查指定地區。

## 地理
奧蘭查的座標為37°16′55″N 118°00′23″W / 37.28194°N 118.00639°W，而該地最高點為海拔高度1115米（即3658英尺）。

## 人口
根據2010年美國人口普查的數據，奧蘭查的面積為20.388平方千米，當中陸地面積為20.308平方千米，而水域面積為20.080平方千米。當地共有人口192人，而人口密度為每平方千米9人。